# کامنگاچا
کامنگاچا (به صربی: Kamenjača) یک منطقهٔ مسکونی در صربستان است که در Trstenik واقع شده‌است. کامنگاچا ۳۷۳ نفر جمعیت دارد.